# Beloslavec
Beloslavec es una localidad de Croacia en el municipio de Bedenica, condado de Zagreb. Según el censo de 2011, tiene una población de 263 habitantes.

## Geografía
Está ubicada a una altitud de 164 m s. n. m., a unos 50 km de la capital nacional, Zagreb.